# デイヴィッド・ゲイダー
デイヴィッド・ゲイダー（David Gaider）は、カナダのナラティヴデザイナー、作家。コンピュータRPG『Dragon Ageシリーズ』のリードライターであり、設定の制作者でもある。
1999年から2016年まで、アルバータ州エドモントンのゲーム開発会社バイオウェアに勤務した後、エドモントンを拠点とする別のスタジオ、Beamdogにクリエイティヴディレクターとして移籍。Beamdogは2年で退社した。
2019年、ゲイダーはオーストラリアのメルボルンに新設されたインディーゲーム開発会社Summerfall Studiosのクリエイティヴディレクターに就任し、『Stray Gods: The Roleplaying Musical』と題した新プロジェクトを立ち上げることを発表した。

## 経歴
ゲイダーは元々ゲーマーではあったが、当初はレストランやホテルなどのサービス業で働いており、趣味としてプレイバイメール（PBM）のデザインやコミック制作をしていた。1999年、自分のPBMをプレイしていた友人がたまたまバイオウェアで働いており、同社共同設立者のレイ・ミュジカとグレッグ・ゼスチャックに、ゲイダーを空いていたデザイン部門のメンバーとして推薦した。ゲイダーはこの仕事を請け、最初の仕事は『Baldur's Gate II: Shadows of Amn』だった。2000年に発売された同作はバイオウェアにとって大きな成功を収め、同スタジオをRPGの主要デベロッパとして確固たるものにした。
その後、ゲイダーは『Neverwinter Nights』（『NWN』）と『Star Wars: Knights of the Old Republic』（『SW:KotOR』）に携わり、『SW:KotOR』でHK-47、カース・オナーシ、ジョリー・ビンド等のキャラを書いた。『NWN』の拡張パック『Hordes of the Underdark』は、ゲイダーが初めてリードライターを務めたタイトルで、ゲーム全体のナラティヴデザインと、プロジェクトでのライターの管理を担当した。
その後、ゲイダーはバイオウェアの新作ファンタジーRPG『Dragon Age: Origins』（『DA:O』）のリードライターに就任し、同作は2009年に発売された。また、作品の舞台となる世界「セダス」の創造にも携わった。彼はゼブラン、アリスター、モリガン、シェイル等のキャラクターや、主要なクエスト「Nature of the Beast」と「Redcliffe」の執筆も担当した。ゲイダーは、『DA:O』の前日譚にあたる小説『The Stolen Throne』と『The Calling』も執筆し、どちらも2009年に発売された。その後、ゲイダーは拡張版の『Dragon Age: Origins – Awakening』、そして続編『Dragon Age II』（『DA2』）でもリードライターを務めた。
『DA2』では、探究騎士カサンドラ、フェンリス、騎士団長メレディスの執筆に携わった。その後、後日談にあたる小説『Asunder』を執筆し、2011年12月20日に発売された。2012年、ゲイダーはDark Horse Comicsから出版された6部構成のコミックシリーズ『The Silent Grove』のリード・ライターを務めた。『The Silent Grove』の後には、同じくゲイダーによる続編『Those Who Speak』『Until We Sleep』が続く。
2014年に発売された『Dragon Ageシリーズ』（『DAシリーズ』）の3作目『Dragon Age: Inquisition』（『DA:I』）では、再びリードライターを務めた。この作品は、Academy of Interactive Arts & Sciencesが開催するD.I.C.E. Awardsをはじめ、権威ある賞をいくつも受賞したほか、IGN、Game Informer、Polygonなど、複数のゲーム専門誌やウェブサイトにおいても、「Game of the Year」に選ばれている。EAの2015年度第3四半期決算報告によると、『DA:I』は販売本数ベースでバイオウェア史上最も成功したローンチとなった。2015年初頭、ゲイダーは『ANTHEM』のストーリー執筆に移ったが、ゲイダーがバイオウェアを去った後、ストーリーはリブートされた。
2016年1月22日、ゲイダーは17年間在籍したバイオウェアを退社した。 2016年2月、主にバイオウェアとBlack Isle StudiosのRPGタイトルのアップデート版をリリースすることで知られるスタジオ、Beamdogのクリエイティブディレクターに就任することを発表した。 その後、2018年2月にBeamdogを退社した。
2019年、ゲイダーはオーストラリアのメルボルンを拠点とするインディーゲーム会社Summerfall Studiosを共同設立した。新スタジオの最初のプロジェクトは『Chorus: An Adventure Musical』である。Creative VictoriaとFigでのクラウドファンディングキャンペーンの両方から資金を調達し、2019年11月10日時点で6,018人の支援者から690,079米ドルを獲得した。プロジェクトは2022年までに『Stray Gods: The Roleplaying Musical』に改名され、ゲイダーは引き続きクリエイティブディレクターとして参加した。ゲームは2023年8月にリリースされた。

## 私生活
ゲイダーはゲイであることを公言している。2014年2月、彼は今は無き自身のTumblrブログに、「たまたまゲイであった（ビデオゲーム）開発者 」としての経験を詳細に綴った。

## 関連作品

### コンピュータゲーム
- Baldur's Gate II: Shadows of Amn (2000) Interplay Entertainment
- Baldur's Gate II: Throne of Bhaal (2001) Interplay Entertainment
- Neverwinter Nights (2002) Infogrames, Inc.
- Neverwinter Nights: Shadows of Undrentide (2003) Atari
- Star Wars: Knights of the Old Republic (2003) LucasArts
- Neverwinter Nights: Hordes of the Underdark (2003) Atari
- Dragon Age: Origins (2009) Electronic Arts
- Dragon Age: Origins – Awakening (2010) Electronic Arts
- Dragon Age II (2011) Electronic Arts
- Dragon Age: Inquisition (2014) Electronic Arts
- ANTHEM (2019) Electronic Arts
- Stray Gods: The Roleplaying Musical (2023) Summerfall Studios

### 小説
- Dragon Age: The Stolen Throne (2009)
- Dragon Age: The Calling (2009)
- Dragon Age: Asunder (2011)

### コミック
- Dragon Age: The Silent Grove (2012)
- Dragon Age: Those Who Speak (2013)
- Dragon Age: Until We Sleep (2013)